# Penanggungan (Gunung Alip)
Penanggungan is een bestuurslaag in het regentschap Tanggamus van de provincie Lampung, Indonesië. Penanggungan telt 1153 inwoners (volkstelling 2010).